# Jonczo Arsow
Jonczo Arsow (ur. 1929 w Sofii, zm. 9 listopada 2011 tamże), bułgarski piłkarz i trener piłkarski.
Karierę piłkarską zaczynał w Septemwri Sofia, ale najdłużej - od 1956 do 1962 roku - grał w Lewskim Sofia. Druga połowa lat 50. i początek lat 60. to czas dominacji w lidze bułgarskiej CSKA Sofia. W ciągu sześciu lat występów w Lewskim, Arsow wywalczył jedynie dwa Puchary Armii Sowieckiej (1957 i 1959). W jego barwach rozegrał łącznie 148 meczów, w których strzelił 4 bramki.
Wkrótce po zakończeniu kariery piłkarskiej, rozpoczął naukę w Szkole Trenerów w Jugosławii, którą ukończył w 1966 roku. Od 1963 do 1972 roku pracował w Lewskim Sofia jako asystent. Po odejściu Rudolfa Vytlačila w połowie sezonu 1970–1971 przejął obowiązki pierwszego szkoleniowca. Prowadził Lewskiego do 1973 roku. W tym czasie zdobył dwa wicemistrzostwa Bułgarii (1971 i 1972) oraz Puchar Armii Sowieckiej (1971).
W latach 1973–1979 był pracownikiem Bułgarskiego Związku Piłki Nożnej. Czterokrotnie przejmował obowiązki tymczasowego selekcjonera reprezentacji Bułgarii - w 1973 (6 meczów), 1974 (3), 1976 (5, wspólnie z Christo Mładenowem) i 1977 (8, również z Mładenowem).
Później pracował jeszcze w Lokomotiwie Sofia. W latach 80. prowadził kluby cypryjskie.
Od grudnia 2008 roku jest asystentem pierwszego trenera w Czernomorcu 919 Burgas. Wraz z Fredim Bobiciem (menedżer) i Złatko Jankowem (dyrektor techniczny) został ściągnięty do pracy w tym klubie przez nowego szkoleniowca Krasimira Bałykowa.